# Метсола, Роберта
Роберта Метсола (урождённая Тедеско Триккас, мальт. Roberta Metsola Tedesco Triccas; род. 18 января 1979, Сент-Джулианс, Восточный регион) — мальтийский политический деятель. Член Националистической партии. Председатель Европейского парламента с 18 января 2022 года, самый молодой политик, когда-либо избранный председателем, и третья женщина на этой должности. В прошлом — первый заместитель председателя Европейского парламента (2020—2022). Депутат Европейского парламента от Мальты с 2013 года, член фракции Европейской народной партии (христианско-демократической группы в Европарламенте).

## Биография
Родилась 18 января 1979 года в Сент-Джулиансе на Мальте. Её родители — Рита (Rita) и Джеффри Тедеско Триккас (Geoffrey Tedesco Triccas).
В 2003 году окончила юридический факультет Мальтийского университета, где изучала европейское право и политику. В 2003—2004 годах получала последипломное образование в частном Колледже Европы в Брюгге, где изучала европейское право. В 2000—2002 годах была вице-председателем правоцентристского европейских студентов-демократов (EDS). В 2002—2003 годах — генеральный секретарь европейских студентов-демократов.
С 2004 по 2012 года Метсола работала в постоянном представительстве Мальты при Европейском союзе в качестве атташе по правовому и судебному сотрудничеству и главы отдела юстиции и внутренних дел. В 2012—2013 годах — юрисконсульт при Верховном представителе Союза по иностранным делам и политике безопасности Кэтрин Эштон.
25 апреля 2013 года стала депутатом Европейского парламента, сменила Саймона Бусуттила, избранного в Парламент Мальты на парламентских выборах в марте 2013 года. Переизбиралась на выборах 2014 и 2019 годов. В 2014—2019 годах — заместитель председателя Комитета по петициям Европейского парламента (PETI). В Европейском парламенте Метсола являлась координатором группы Европейской народной партии в Комитете по гражданским свободам, правосудию и внутренним делам до 19 января 2022 года и возглавляет делегацию своей национальной партии в группе Европейской народной партии. Она также являлась сопредседателем международной группы Европейского парламента по борьбе с коррупцией, в настоящее время — член команды этой группы.
12 ноября 2020 года избрана первым заместителем председателя Европейского парламента, сменила Мейрид Макгиннес, избранную Европейским комиссаром по финансовой стабильности, финансовым услугам и Союзу рынков капитала взамен Фила Хогана в Комиссии фон дер Ляйен. Первый депутат от Мальты, ставший вице-президентом. После смерти 11 января 2022 года председателя Европейского парламента Давида Сассоли временно исполняла его обязанности. 18 января избрана новым председателем. Получила 458 голосов из 616 (74 %) на тайном дистанционном голосовании. Кандидатов первоначально было четыре, среди них шведка Алис Ба Кунке (Зелёные — Европейский свободный альянс), испанка Сира Рего (Левые) и поляк Косма Злотовский (Европейские консерваторы и реформисты). В начале заседания Косма Злотовский снял свою кандидатуру, в результате чего число кандидатов сократилось до трёх. Алис Ба Кунке получила 101 голоса, Сира Рего — 57 голосов. Является самым молодым председателем Европейского парламента, когда-либо избранным. Также является третьей женщиной-председателем Европейского парламента после Симоны Вейль (1979—1982) и Николь Фонтен (1999—2002).
16 июля 2024 года переизбрана председателем Европейского парламента. Метсола получила 562 голоса, а её конкурент Ирене Монтеро — 61 голос.

## Личная жизнь
В 2005 году вышла замуж за финского гражданина Укко Метсолу (Ukko Metsola), генерального директора The Cruise Lines International Association (CLIA) в Европе, исполнительного директора Royal Caribbean International. Оба баллотировались на выборах в Европейский парламент 2009 года (Укко от финской партии Национальная коалиция), став первой супружеской парой, одновременно баллотировавшейся от двух разных государств-членов ЕС. У пары четверо сыновей: Лука, Алек, Марк и Кристиан, которым в январе 2022 года было от 5 до 14 лет.

## Награды
- Орден «За заслуги» І степени (23 августа 2022 года, Украина) — за значительные личные заслуги в укреплении межгосударственного сотрудничества, поддержку государственного суверенитета и территориальной целостности Украины, весомый вклад в популяризацию Украинского государства в мире[14].
- Орден княгини Ольги I степени (31 марта 2022 года, Украина) — за весомый личный вклад в консолидацию международной поддержки Украины в противостоянии российской агрессии[15].
- Кавалер Большого креста ордена Великого князя Литовского Гядиминаса (11 января 2024 года, Литва) — за лидерство и личную волю в эффективных усилиях по консолидации сильной поддержки большинства политических групп в Европейском парламенте по существенным вопросам, отвечающим интересам политической повестки дня Евросоюза и Литвы[16].
- Крест Добрососедства (2023 год, Объединённый переходный кабинет Беларуси)[17].